# Дорнеш
Дорнеш (порт. Dornes)  —  район (фрегезия) в Португалии,  входит в округ Сантарен. Является составной частью муниципалитета  Феррейра-ду-Зезере. По старому административному делению входил в провинцию Рибатежу. Входит в экономико-статистический  субрегион Медиу-Тежу, который входит в Центральный регион. Население составляет 714 человека на 2001 год. Занимает площадь 19,00 км².
Покровителем района считается Дева Мария (порт. Nossa Senhora das Dores).